# 咽音

咽音的发音部位

咽音（Pharyngeal consonant）為舌頭對咽部之閉鎖與張開其間隙開合的交作發音所產生之輔音。一些语音学家会将上咽音或“高”咽音与（杓状）会厌音或“低”咽音区分开来，前者通过缩回中上咽的舌根调音，后者通过杓状会厌襞抵住下喉部会厌调音，此外还有会厌-咽音，是将两个动作结合起来调音。
塞音、颤音只能在会厌处产生，擦音只能在上咽处产生。区分发音部位时，可以用“舌根音”（radical consonant）统称，也可以用“喉音”统称。
许多语言中，咽音都会引发相邻元音的变化。因此咽音和小舌音不同，后者只会引发元音的后移。例如，阿拉伯语部分方言中，/a/在咽音旁前移至[æ]，但在小舌音旁后移至[ɑ]，如حال [ħæːl]“条件”，就是咽擦音+前移元音，比较خال [χɑːl]“舅舅”，则是小舌音+后移元音。
另外，辅音和元音还能被咽化。会厌化元音通过相随的会厌颤音定义。

## IPA之咽輔音
咽輔音系列以IPA說明如下：
| IPA | 描述         | 例子                      | 例子   | 例子                    | 例子                    |
| IPA | 描述         | 语言                      | 正字法 | IPA                     | 词义                    |
| --- | ------------ | ------------------------- | ------ | ----------------------- | ----------------------- |
|     | 清会厌塞音*  | 阿古尔语Richa方言:142-144 | йагьІ  | [jaʡ]                   | 中央                    |
|     | 清会厌颤音   | 阿古尔语Richa方言:142-144 |        | [ʜatʃ]                  | 苹果                    |
|     | 浊会厌颤音   | 阿古尔语Richa方言:142-144 |        | [ʢakʷ]                  | 亮                      |
|     | 清咽擦音     | 阿拉伯语                  | ‎       | [ħar]                   | 热量                    |
|     | 浊咽擦音**   | 阿拉伯语                  | ‎       | [ʕajn]                  | 目                      |
| ʡ̯   | 会厌闪音     | 达哈罗语                  |        | (/ʡ/在元音间的同位异音) | (/ʡ/在元音间的同位异音) |
| ʕ̞   | 咽近音       | 丹麦语                    | ravn   | [ʕ̞ɑʊ̯ˀn]                 | 渡鸦                    |
| ʡʼ  | 会厌挤喉音   | 达尔金语                  |        |                         |                         |
| ʡ͡ʜ  | 清会厌塞擦音 | 海达语海达堡方言          |        |                         |                         |
| ʡ͡ʢ  | 浊会厌塞擦音 | 海达语海达堡方言          |        |                         |                         |

*浊会厌塞音应是不可能的。例如当会厌塞音在达哈罗语元音间变浊时，它就变成了闪音。不过从语音上看，有清浊塞擦音对立：[ʡħ, ʡʕ] (Esling 2010: 695)。
**传统上置于IPA表的擦音一列，但[ʕ]实际上总是近音。声带震动和咽部收缩离得太近，所以很难产生擦音F(Esling 2010 695, after Laufer 1996)。IPA符号其实是模棱两可的，但也没有语言在这个部位区分擦音和近音。为清楚起见，可用降低符号表明是近音([ʕ̞])，用上升符号表明是擦音([ʕ̝])。
海达语海达堡方言有会厌颤音[ʜ]和会厌塞擦颤音[ʡʜ]~[ʡʢ]对立。(所有海达语塞擦音都带一点浊，一般分析为元音的影响。)
转写言语失调时，国际音标扩展表示上咽塞音的符号是⟨SC⟩和⟨ɢ⟩。

## 调音部位
IPA1989年首次分了会厌擦音和咽擦音，但此后喉镜检查术技术的发展使得专家们不得不重新审视他们的主张。由于咽部颤音只能用杓状会厌襞发出(如海达语北部方言的咽颤音)，而会厌的收缩其实并不完全，如产生会厌的摩擦音所需，一般会导致颤音，因此，仅根据成阻位置来看，并不存在上咽部和会厌部对立。因此Esling (2010)恢复了统一的咽音位置，被IPA描述为会厌擦音的音与咽擦音的区别在于调音方法，而非调音部位：
所谓“会厌擦音”[这里]用于表示咽颤音[ʜ ʢ]，因为它们的调音部位与[ħ ʕ]相同，但杓状会厌襞产生的颤音更倾向于出现在喉部更紧或气流更强处。同样的“会厌”符号可表示比[ħ ʕ]更高的咽擦音，但较高的喉部位置也比较低的咽擦音更容易诱发颤音。既然[ʜ ʢ]、[ħ ʕ]出现在同一个咽/会厌位置上(Esling, 1999)，它们间的区别l就是调音方法：颤音vs擦音的区别。
Edmondson等试着区分了咽音的几种亚类。咽/会厌的塞音、颤音通常通过收缩杓状会厌襞与会厌间空隙产生。这种调音也被称为“杓会厌音”。发咽擦音时，舌根后移、紧贴咽后壁。阿楚马威语、台湾阿美语、部分萨利希语系语言中，两个动作相互结合，杓状会厌襞和会厌一起靠着咽壁后移，这种调音也被称为“会厌-咽音”。IPA没有将这种调音与标准杓状会厌音相区分的变音符号，Edmondson等用稍带误导性的⟨ʕ͡ʡ⟩、⟨ʜ͡ħ⟩来表示。VoQS中有几个表示咽音亚型调音的变音符号。
除少数搭嘴音、言语失调外，上咽塞音不存在于任何语言中。参见清咽上塞音、浊咽上塞音。

## 分布
咽音主要来自世界三个地区：中东-北非的闪米特语族（如阿拉伯语、希伯来语、提格雷语等）、柏柏尔语族及库希特语族(如索马里语)；高加索西北高加索语系、东北高加索语系；加拿大不列颠哥伦比亚省原住民语言，如海达语、萨利希语系、瓦卡什语系等。
其他地方也零星出现，如索拉尼语和北库尔德语、马绍尔语、尼罗-撒哈拉语系Tama语、苏族语斯托尼语、加利福尼亚州阿楚马威语等。
咽近音更常见，在部分欧洲语言中为/r/的实现，如丹麦语和施瓦本语等。据咽音理论，原始印欧语可能也有咽音。
在书面上，会厌擦音和颤音常与咽音相混，如达哈罗语和北海达语。这些音之间的区别到1989年才获得IPA的承认，直到1990年代才有系统研究。